# Sărituri în apă la Jocurile Olimpice de vară din 2012
Probele sportive de sărituri în apă la Jocurile Olimpice de vară din 2012 s-au desfășurat în perioada 29 iulie - 11 august 2012. 136 de atleți au concurat în 8 probe sportive. Au fost câte patru probe sportive și la categoria masculin cât și la feminin - 3 metri trambulină, 3 metri trambulină sincron, 10 metri platformă, 10 metri platformă sincron.

## Țări participante
La probele sportive de sărituri în apă de la a XXX-a ediție a JO de la Londra au participat 25 de țări:
| - Australia - Belarus - Brazilia - Canada - China - Columbia - Coreea de Nord | - Coreea de Sud - Cuba - Franța - Germania - Grecia - Italia - Japonia | - Malaezia - Marea Britanie - Mexic - Norvegia - Rusia - Spania - Statele Unite | - Suedia - Ucraina - Ungaria - Venezuela |

## Calendar competițional
| P | Preliminarii | ½ | Semifinală | F | Finală |

| Dată →                            | Dum 29 | Lun 30 | Mar 31 | Mie 1 | Vin 3 | Sâm 4 | Dum 5 | Lun 6 | Mar 7 | Mar 7 | Mie 8 | Joi 9 | Joi 9 | Vin 10 | Sâm 11 | Sâm 11 |
| Probă ↓                           | A      | A      | A      | A     | A     | A     | S     | S     | D     | S     | S     | M     | S     | S      | M      | S      |
| --------------------------------- | ------ | ------ | ------ | ----- | ----- | ----- | ----- | ----- | ----- | ----- | ----- | ----- | ----- | ------ | ------ | ------ |
| Masculin - 3 m trambulină         |        |        |        |       |       |       |       | P     | ½     | F     |       |       |       |        |        |        |
| Masculin - 10 m platformă         |        |        |        |       |       |       |       |       |       |       |       |       |       | P      | ½      | F      |
| Masculin - 3 m trambulină sincron |        |        |        | F     |       |       |       |       |       |       |       |       |       |        |        |        |
| Masculin - 10 m platformă sincron |        | F      |        |       |       |       |       |       |       |       |       |       |       |        |        |        |
| Feminin - 3 m trambulină          |        |        |        |       | P     | ½     | F     |       |       |       |       |       |       |        |        |        |
| Feminin - 10 m platformă          |        |        |        |       |       |       |       |       |       |       | P     | ½     | F     |        |        |        |
| Feminin - 3 m trambulină sincron  | F      |        |        |       |       |       |       |       |       |       |       |       |       |        |        |        |
| Feminin - 10 m platformă sincron  |        |        | F      |       |       |       |       |       |       |       |       |       |       |        |        |        |

## Medaliați

### Clasament pe medalii
| Loc   | Țară                       | Aur | Argint | Bronz | Total |
| ----- | -------------------------- | --- | ------ | ----- | ----- |
| 1     | China                      | 6   | 3      | 1     | 10    |
| 2     | Statele Unite ale Americii | 1   | 1      | 2     | 4     |
| 3     | Rusia                      | 1   | 1      | 0     | 2     |
| 4     | Mexic                      | 0   | 2      | 1     | 3     |
| 5     | Australia                  | 0   | 1      | 0     | 1     |
| 6     | Canada                     | 0   | 0      | 2     | 2     |
| 7     | Marea Britanie             | 0   | 0      | 1     | 1     |
| 7     | Malaezia                   | 0   | 0      | 1     | 1     |
| Total | Total                      | 8   | 8      | 8     | 24    |

### Masculin
| Probă                  | Aur                                             | Argint                                          | Bronz                                                                 |
| 3 m trambulină         | Ilia Zaharov · Rusia (RUS)                      | Qin Kai · China (CHN)                           | He Chong · China (CHN)                                                |
| 10 m platformă         | David Boudia · Statele Unite ale Americii (USA) | Qiu Bo · China (CHN)                            | Tom Daley · Marea Britanie (GBR)                                      |
| 3 m trambulină sincron | Luo Yutong · și Qin Kai · China (CHN)           | Ilia Zaharov · și Evgeni Kuznețov · Rusia (RUS) | Troy Dumais · și Kristian Ipsen · Statele Unite ale Americii (USA)    |
| 10 m platformă sincron | Cao Yuan · și Zhang Yanquan · China (CHN)       | Iván García · și Germán Sánchez · Mexic (MEX)   | David Boudia · și Nicholas McCrory · Statele Unite ale Americii (USA) |

### Feminin
| Probă                  | Aur                                     | Argint                                                                | Bronz                                                |
| 3 m trambulină         | Wu Minxia · China (CHN)                 | He Zi · China (CHN)                                                   | Laura Sánchez · Mexic (MEX)                          |
| 10 m platformă         | Chen Ruolin · China (CHN)               | Brittany Broben · Australia (AUS)                                     | Pandelela Rinong · Malaezia (MAS)                    |
| 3 m trambulină sincron | He Zi · și Wu Minxia · China (CHN)      | Kelci Bryant · și Abigail Johnston · Statele Unite ale Americii (USA) | Jennifer Abel · și Émilie Heymans · Canada (CAN)     |
| 10 m platformă sincron | Chen Ruolin · și Wang Hao · China (CHN) | Paola Espinosa · și Alejandra Orozco · Mexic (MEX)                    | Meaghan Benfeito · și Roseline Filion · Canada (CAN) |